# Repubblica Popolare del Mozambico
La Repubblica Popolare del Mozambico (in portoghese República Popular de Moçambique) fu uno Stato socialista formalmente esistito dal 25 giugno 1975 al 1º dicembre 1990, quando al suo posto venne istituita l'odierna Repubblica del Mozambico.
Al termine della Guerra d'indipendenza del Mozambico ed aver ottenuto l'indipendenza dal Portogallo, nel 1975 venne istituita la Repubblica Popolare del Mozambico su iniziativa del Fronte di Liberazione del Mozambico (Frente de Libertaçao de Moçambique, o FRELIMO) guidato da Samora Machel che aveva guidato il FRELIMO durante la guerra civile contro la Resistenza Nazionale Mozambicana (Renamo), un movimento di guerriglia inizialmente supportato dalla Repubblica della Rhodesia (l'odierno Zimbabwe), in seguito sostituita dalla Repubblica del Sudafrica nel finanziare il gruppo guerrigliero.
Il Mozambico stabilì rapporti amichevoli con la Repubblica Popolare dell’Angola, anch'essa retta da un governo comunista e, dopo la morte di Samora Machel, con l'Unione Sovietica e divenne uno Stato osservatore del Comecon, l'organizzazione economica degli stati comunisti del blocco orientale.

## Nascita

### Indipendenza
Raggiunto da Vasco da Gama in nome del Regno del Portogallo alla fine del XV secolo, il Mozambico rimase sotto l'influenza portoghese per cinque secoli, prima di passare definitivamente sotto l'Africa Orientale Portoghese. Nel corso del XX secolo, si sviluppò una contestazione contro l'ordine coloniale all'interno della colonia mozambicana che assunsero presto delle forme di lotte religiose, operaie, contadine, intellettuali e politiche. Si verificarono scioperi soprattutto nel primo dopoguerra e dopo la seconda guerra mondiale. La lotta per l'indipendenza si concretizzò dopo il 1945 sullo sfondo dell'emigrazione mozambicana: diversi movimenti indipendentisti si erano formati infatti tra i militanti mozambicani esiliati all'estero, tra cui l'UNAMI (União Africana de Moçambique Independente), l'UNDENAMO (Uniao Democratica Nacional de Moçambique Independante) e la MANU (Mozambique African National Union). Dopo l'indipendenza della Tanzania, i tre gruppi si insediarono a Dar es Salaam e si fusero nel Fronte di Liberazione del Mozambico (Frente de Libertaçao de Moçambique, FRELIMO), guidato da Eduardo Mondlane. Il nuovo movimento proclamò la sua ambizione all'ottenimento della totale indipendenza del Mozambico e alla costituzione di uno Stato multirazziale. Le linee politiche furono sostenute da altri movimenti indipendentisti africani all'interno dell'Impero coloniale portoghese, come il Movimento Popolare di Liberazione dell'Angola (MPLA) e il Partito Africano per l'Indipendenza della Guinea e di Capo Verde (PAIGC).
Il FRELIMO passò alla lotta armata nel settembre del 1964 e guidò azioni di guerriglia contro le autorità coloniali portoghesi, prendendo il controllo di grandi porzioni del territorio. Il movimento organizzò il suo secondo congresso nel 1968 e si strutturò sul modello dei partiti unici dei regimi comunisti. Senza fare ancora un riferimento esplicito al marxismo-leninismo, il Comitato centrale del FRELIMO annunciò la sua volontà di raggiungere "una nuova società in cui l'uomo non è più sfruttato dall'uomo". Nel 1969, Eduardo Mondlane fu ucciso a Dar es Salaam da un pacco bomba e il FRELIMO attribuì tale atto alla PIDE, aiutata dagli agenti doppi in seno al movimento. Dopo la morte di Mondlane, il FRELIMO si divise in due correnti antagoniste, tra le quali prevalse quella di Samora Machel, che divenne presidente del partito in sostegno di una linea vicina a quella seguita dal Partito Comunista Cinese durante la guerra civile. A partire dal 1970, il FRELIMO si dichiarò ufficialmente "socialista" e nel 1972 fu lanciato uno slogan di offensiva diffusa. Progressivamente, i ribelli ricevettero il sostegno, sia sotto forma di armi sia di competenze tecniche, dall'Unione Sovietica, dalla Cina e dalla Cecoslovacchia. Le guerre coloniali portoghesi, costose e sempre più impopolari nella madrepatria, furono una delle principali cause della rivoluzione dei garofani che, nell'aprile del 1974, portò alla fine del regime dell'Estado Novo. A settembre del 1974, il nuovo governo portoghese firmò con il FRELIMO degli accordi per l'immediato cessate il fuoco, l'indipendenza del Mozambico entro giugno 1975, così come il passaggio progressivo del potere al FRELIMO; gli ex ribelli proclamarono un governo provvisorio del FRELIMO, retto da Joaquim Chissano. Gli accordi portarono immediatamente ad una rivolta dei coloni portoghesi e dei militari veterani a Lourenço Marques (dal 1976, Maputo); l'esercito portoghese e le forze del FRELIMO agirono insieme, mettendo fine alla ribellione.

### Istituzione del regime

Prima bandiera utilizzata dal 1975 al 1983.

Dopo che il FRELIMO ottenne il potere, le sue idee politiche erano ancora vaghe ma progressiste, come la costruzione di una vera nazione mozambicana sulla base dell'uguaglianza razziale, l'alfabetizzazione della popolazione e l'emancipazione delle donne. Nel mese che precedette l'indipendenza, il FRELIMO aveva consolidato la propria presenza a sud del Paese e nelle zone urbane, grazie soprattutto all'azione di gruppi di militanti (i grupos dinamizadores, ovvero "gruppi dinamitardi") di cui facevano parte spesso anche dei simpatizzanti bianchi. Il periodo fu ugualmente segnato dai regolamenti di conti e dai processi pubblici contro i membri del Fronte che si erano allontanati dalla linea del partito. Furono incarcerati "traditori", "reazionari" e presunti agenti della PIDE o della CIA.
Il 20 giugno 1975, il Comitato centrale del FRELIMO adottò la Costituzione della Repubblica Popolare del Mozambico, secondo la quale il potere apparteneva agli operai e ai contadini, "uniti e guidati dal FRELIMO e dagli organi del potere popolare"; l'indipendenza del Paese venne proclamata ufficialmente cinque giorni dopo. Nel nuovo regime, il FRELIMO era la "forza dirigente dello Stato e della società", il suo presidente era automaticamente il Presidente della Repubblica, presidente dell'Assemblea popolare (il parlamento nazionale) e capo del governo fino al 1986, quando fu creata la carica di primo ministro. Il Mozambico adottò un'economia pianificata: lo Stato riconosceva la proprietà privata ma questa non poteva essere utilizzata contro gli interessi definiti dalla costituzione. Il territorio fu diviso in province rette da governatori nominati dal Presidente della Repubblica che rispondevano delle loro attività davanti al FRELIMO e al governo. I governatori avevano l'autorità sugli amministratori dei distretti e degli uffici postali locali. I primi mesi del nuovo capo di Stato Samora Machel furono segnati da una serie di misure radicali: furono nazionalizzate le terre, l'istruzione e la sanità; le tre stazioni radiofoniche furono chiuse e sostituite da un'unica radio pubblica nazionale, e la stampa scritta cadde sotto il controllo del governo e del partito. A ottobre venne creato il Servicion Nacional de Segurança Popular (SNASP), una polizia politica incaricata di "reprimere tutte le attività ostili alla rivoluzione". Il Mozambico indipendente avviò una politica di alleanze con gli altri Paesi comunisti: la Stasi, il servizio di polizia segreta della Germania Est, fu attiva nella formazione degli agenti SNASP.
I coloni portoghesi lasciarono velocemente il Paese: al 25 aprile 1974, vi erano solo 20 000 residenti portoghesi sui 180 000 iniziali. Tuttavia, queste partenze danneggiarono in maniera grave l'economia del Mozambico e dopo l'esodo portoghese, il governo cercò di rimpiazzarsi con tecnici provenienti dal blocco orientale. La produzione industriale e agricola calarono rapidamente e la rete dei trasporti rimase disorganizzata. Avendo la Rhodesia come Paese confinante, le tensioni furono immediate ed il Mozambico decretò lo stato di guerra il 3 marzo 1976. La crisi economica, aggravata dai frequenti attacchi militari alla frontiera rhodesiana, portò ad un clima d'inquietudine e di disordini che costrinse il governo a riorganizzarsi. Nel febbraio del 1977 fu organizzato, dopo molti mesi di preparativi, il III congresso del FRELIMO, che segnò ufficialmente il passaggio al marxismo-leninismo. Da questo momento, lo stesso Samora Machel presentò questa evoluzione come una conseguenza naturale dell'esperienza rivoluzionaria:
Il FRELIMO si costituì ufficialmente in un partito politico, con 9 membri del suo comitato politico permanente su 10 seggi del governo, e 15 ministri su 18 al Comitato centrale.

## Politiche del FRELIMO

### Politica interna
Il FRELIMO attuò una politica per rinforzare la sua presenza all'interno del Paese, lanciando una campagna di reclutamento e creando un gran numero di cellule locali e organizzazioni parallele (come l'Organizzazione delle donne mozambicane o l'Organizzazione dei giovani), e avviò campagne di propaganda e di istruzione popolare: i militanti furono incaricati di lottare contro le istituzioni e i costumi tradizionali, compresi i riti d'iniziazione e la poligamia. Al fine di migliorare il controllo sul Paese, il FRELIMO creò a livello locale delle assemblee elette. Per sostituire la precedente Assemblea popolare, fu organizzata una consultazione a livello nazionale dove i candidati venivano proposti dai gruppi dinamitardi. Durante l'elezione della prima Assembla nazionale, il voto venne svolto prima a livello locale e dopo sulla piazza pubblica: la popolazione venne incitata a sfidare i candidati che avevano collaborato con il Portogallo, i "borghesi", i "reazionari" o semplicemente tutti coloro che andavano in Chiesa. I capi tradizionali furono scartati. Ai livelli superiori (assemblee dei distretti, assemblee delle province), gli scrutini si svolsero nello stesso modo. Il diritto di voto era essenzialmente un diritto di rifiuto: sui 226 deputati dell'Assemblea organizzata dal FRELIMO, operai e contadini detenevano il 60% dei seggi.
Il governo lanciò una campagna per contrastare l'analfabetismo della popolazione (all'epoca al 95%) e migliorare l'istruzione, avviando anche una politica antireligiosa con la quale venne vietato l'insegnamento confessionale e furono confiscati i beni della Chiesa. Numerose associazioni religiose, come anche quelle culturali e sportive, furono vietate e l'insegnamento del marxismo divenne obbligatorio. La giustizia venne riorganizzata sulla base dei "tribunali popolari", composti da giudici eletti che sentenziavano senza un codice di leggi e sulla base "del buon senso e dell'uguaglianza". Le pene detentive furono sostituite dai lavori forzati nei campi di riabilitazione o di rieducazione politica, e alcune punizioni corporali di epoca coloniale furono ripristinate. Anche prima dello scoppio della guerra civile, le prerogative dello SNASP furono ampiamente estese: nell'ottobre del 1975, la Sicurezza popolare fu abilitata ad arrestare e detenere tutte le persone sospettate di "attentare alla sicurezza dello Stato", descrizione che includeva i delinquenti economici. Nel 1979, la pena di morte, abolita dal Portogallo e nelle sue colonie dopo il 1867, fu ristabilita, mettendo le pratiche della SNASP in accordo con le leggi: anche la pena capitale non veniva sempre applicata, fu spesso applicata per punire i dissidenti del FRELIMO.

### Politica economica
L'economia del Paese fu profondamente destabilizzata dopo la partenza dei portoghesi e la situazione fu aggravata ulteriormente dalle siccità e dalle inondazioni del 1976 e del 1977, come anche l'applicazione di sanzioni internazionali contro la Rhodesia, che privarono il Mozambico di risorse importanti. Il governo del FRELIMO decise quindi di riorganizzare in maniera profonda l'economia del Paese sul modello degli Stati socialisti, nonché di sviluppare l'agricoltura intorno a dei "villaggi comunali" e alle fattorie di Stato, che prendevano i territori delle vecchie piantagioni dei portoghesi: i contadini mozambicani dovettero abbandonare la loro terra d'origine per trasferirsi in queste nuove strutture, dove avrebbero coltivato per la famiglia e per la collettività. Per l'applicazione delle sue riforme, il Mozambico ricorse alla cooperazione con gli agronomi del blocco orientale. Le politiche economiche del FRELIMO avevano lo scopo di trasformare in politica nazionale l'esperienza avuta nelle zone poste sotto il suo controllo durante la guerra d'indipendenza, di raggiungere l'autosufficienza e di "sviluppare la coscienza rivoluzionaria dei contadini". Il bilancio dei villaggi comunali era irregolare: in determinate province come quella di Cabo Delgado o Gaza, la riforma era stata accolta meglio rispetto a quella della Zambezia o di Nampula, dove il capo locale si era opposto alla riforma che, con l'abbandono dei loro villaggi d'origine, avrebbe fatto perdere il vantaggio di diverse culture. Nel 1982, il governo dovette riconoscere il fallimento della riforma: i villaggi comunali raggruppavano 2 milioni di agricoltori sui 5 milioni previsti e la stragrande maggioranza dei contadini coltivavano i propri appezzamenti individuali e disertavano il lavoro collettivo. L'approvvigionamento era disorganizzato e provocava periodi di penurie nelle città, favoriva il mercato nero e portava a file interminabili per acquistare i beni di base. Venne introdotta quindi una nuova riforma che vide la creazione di 44 cooperative pilota sostenute finanziariamente dallo Stato e la riabilitazione dell'agricoltura familiare e del commercio a livello rurale.
Dopo il loro III congresso del 1977, il FRELIMO adottò una linea interventista in materia economica per evitare un affondamento totale e confrontarsi con la partenza dei portoghesi. Diversi progetti avviati con l'aiuto di esperti sovietici e della Germania Est, come quello per lo sviluppo dell'industria metallurgica, si rivelarono dei fallimenti. L'industria petrolifera mozambicana non riuscì ugualmente a raggiungere gli obiettivi previsti. Anche se il regime ottenne dei successi in termini dell'istruzione e dei programmi della sanità, la politica economica della Repubblica Popolare fu globalmente un fallimento, dovuto in parte alla rigidità ideologica della sua applicazione. Lo spostamento forzato della popolazione necessaria per popolare i nuovi villaggi contribuì a suscitare l'opposizione di una parte avversa contro il governo del FRELIMO.

### Politica estera

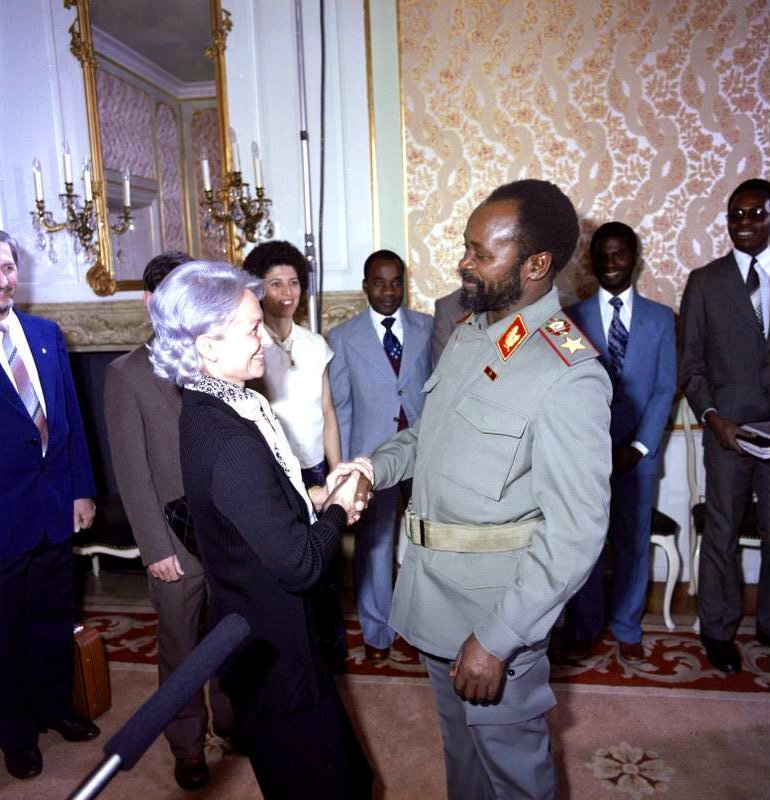
Samora Machel incontra Margot Honecker, ministro dell'istruzione della Repubblica Democratica Tedesca, durante una visita del 3 marzo 1983.

Sul piano della politica estera, la Repubblica Popolare del Mozambico si basava su una cooperazione molto stretta con gli stati socialisti, definiti dalla costituzione come gli "alleati del Mozambico", che spesso offrivano borse di studio e tirocini formativi agli studenti mozambicani. La Repubblica di Cuba inviava medicine mentre la Repubblica Popolare Cinese e la Corea del Nord esportavano prodotti agricoli. Nel 1977, fu firmato un trattato di amicizia e cooperazione con l'URSS e Cuba. Le relazioni con la Cina divennero ancora più strette, dato che il Paese aveva fornito il Mozambico di armi prima dell'indipendenza, e venne avviata una cooperazione importante nel campo della sanità, dell'agricoltura e dell'industria tessile. Il governo mozambicano cercò anche di riavvicinarsi ai Paesi occidentali: la necessità di sviluppare le infrastrutture portò il Mozambico a chiedere prestiti a diversi Stati non comunisti, come il Regno Unito, i Paesi Bassi, il Portogallo, la Francia e il Canada.

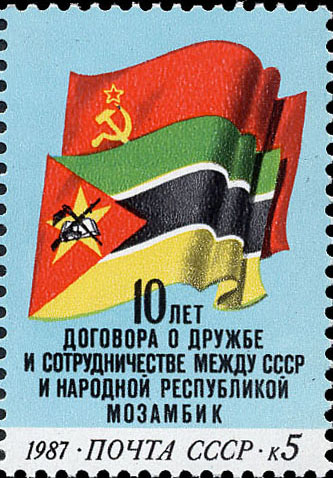
Francobollo sovietico dedicato ai 10 anni di amicizia con il Mozambico.

Il governo del FRELIMO intervenne in favore di diversi movimenti armati in Africa o altrove. Un piccolo contingente di 300 combattenti FRELIMO venne inviato in sostegno dell'MPLA in Repubblica Popolare dell'Angola, nel quadro della guerra civile angolana. Il FRELIMO appoggiò la SWAPO in Namibia, l'ANC e il PAC in Sudafrica, il Fronte Polisario nel Sahara Occidentale, l'OLP in Palestina e l'FSLN nel Nicaragua. Il FRELIMO giocò un ruolo importante nel periodo finale della Rhodesia e durante la sua transizione nello Zimbabwe, prima dando supporto logistico alle truppe della ZANLA (Zimbabwe African National Liberation Army), e dopo agendo in favore di un riavvicinamento tra i due gruppi ribelli rivali, la ZANU di Robert Mugabe e la ZAPU di Joshua Nkomo. La Repubblica Popolare del Mozambico, la cui diplomazia era guidata da Joaquim Chissano, faceva parte dei Paesi non allineati, tra i quali si mostrò vicino alle altre nazioni in sviluppo e "progressiste" come l'Algeria, l'Etiopia, l'Iraq, la Libia o il Nicaragua. Le relazioni con il Sudafrica erano tese e il governo di Samora Machel si mostrò ostile all'apartheid: il Mozambico preferì evitare il confronto diretto, troppo rischioso sul piano militare ed economico, e non boicottò i prodotti sudafricani né autorizzò l'ANC a creare delle basi nel suo territorio. Alcuni cittadini mozambicani continuarono a lavorare come alleati del lavoro nelle miniere sudafricane. Il Mozambico fece pressioni sul Consiglio di sicurezza dell'ONU per ottenere il taglio delle sanzioni contro il Sudafrica.

### Bilancio dei primi anni
Verso i primi anni ottanta, la direzione del FRELIMO dovette prendere atto dei pessimi risultati della politica d'intervento sistematico dello Stato in materia economica. La produzione industriale era in caduta libera, la penuria alimentare era generalizzata e la situazione era aggravata ulteriormente dalla guerra civile. Il governo reagì all'insicurezza rinforzando l'apparato repressivo: le procedure penali furono abbreviate e semplificate, e le pene di morte venivano eseguite in pubblico. Sul piano economico, il IV congresso del FRELIMO, nel 1983, prese diverse misure di liberalizzazione dell'economia, senza rimettere ancora in causa i grandi orientamenti. Il settore familiare agricolo fu ripristinato e alcune imprese privatizzate. Dopo che la cooperazione con i Paesi comunisti si era fatta ancora più essenziale, il Mozambico tentò di attirare gli investitori occidentali. Malgrado la liberalizzazione, la Repubblica Popolare continuò ad adottare politiche repressive, soprattutto attraverso una serie di "offensive politiche" concepite per mobilitare la popolazione e lottare contro diversi problemi politici e sociali. Samora Machel denunciò durante il IV congresso del partito la "burocrazia", i "parassiti", i "controrivoluzionari", i "disoccupati" e i "banditi". La popolazione venne invitata alla denuncia contro i cittadini cattivi. Il regime lanciò sempre nel 1983, l'"operazione produzione", che consisteva nell'inviare d'ufficio i "marginati", i disoccupati e le prostitute nelle regioni distanti e senza infrastrutture. Inoltre le prigioni mozambicane divennero sovrappopolate.

## Guerra civile e ultimi anni

Bandiera del Mozambico da aprile a maggio del 1983.

Molti anni prima dell'indipendenza del Mozambico, la vicina Rhodesia appoggiava, in accordo con i portoghesi, la creazione di un movimento politico e militare mozambicano anti-comunista e anti-FRELIMO. Nel 1975, il progetto prese una forma più strutturata e diventò la Resistenza Nazionale Mozambicana (RENAMO), il cui nucleo iniziale era formato da membri africani dell'ex esercito coloniale portoghese d'oltremare. La Rhodesia, preoccupata di vedere un regime comunista al suo confine, agì ugualmente con rappresaglie alla partecipazione del Mozambico al blocco in cui era vittima, e appoggiò la resistenza che stava emergendo nelle campagne contro il regime e si aggregò alla RENAMO. A partire dal 1977, la RENAMO, armata ed addestrata dalla Central Intelligence Organization, il servizio segreto rhodesiano, guidò delle azioni di guerriglia in diverse province mozambicane. Dopo la fine del regime di Ian Smith in Rhodesia (costituitosi nello Zimbabwe), la RENAMO ricevette il sostegno dei servizi segreti del Sudafrica. Diretto da André Matsangaissa fino alla morte nel 1979 e dopo da Afonso Dhlakama, la ribellione estese le sue attività (attentati, rapimenti, assassini ecc.) al Paese nel suo insieme. I due campi moltiplicarono le estorsioni contro le popolazioni civili, la RENAMO beneficiò di un raduno di una parte della popolazione dei villaggi contraria alla politica del FRELIMO, nonché del sostegno dei fuggitivi dai campi di rieducazioni della SNASP. Sebbene la RENAMO fosse inizialmente una creazione dall'esterno, riuscì a riunire sotto la sua causa un numero importante di mozambicani delusi dal FRELIMO o vittime delle sue politiche e si radicò nelle province del centro. La guerra civile prese l'aspetto di un conflitto etnico, gli abitanti del centro favorevoli alla RENAMO accusarono il FRELIMO di aver monopolizzato il potere a favore delle etnie del sud.
Il conflitto ebbe delle conseguenze catastrofiche sull'economia e sulla società del Mozambico, provocando circa un milione di vittime civili e circa 4,5 milioni di rifugiati. Le grandi infrastrutture del Paese furono profondamente colpite e l'afflusso dei rifugiati nelle città portò ad enormi problemi a causa dell'assenza di strutture d'accoglienza. La guerra civile provocò allo stesso tempo diverse carestie che, secondo l'UNICEF, portarono a 600.000 vittime in un decennio.
Il 16 marzo 1984, il Sudafrica e la Repubblica Popolare del Mozambico pacificarono le loro relazioni firmando l'accordo di Nkomati, un patto di non-aggressione e di buon vicinato che prevedeva anche l'espulsione dallo Stato mozambicano dei membri dell'ANC e la cessazione degli aiuti alla RENAMO da parte del governo sudafricano. Ma poco prima della firma del trattato, furono effettuate massicci consegne di armi sudafricane alla RENAMO e 1 500 guerriglieri furono autorizzati a penetrare nel territorio mozambicano per evitare che i loro campi nel Transvaal fossero chiusi. Nel 1985, Samora Machel denunciò la violazione dell'accordo da parte del Sudafrica e sollecitò l'aiuto militare dello Zimbabwe. Il Mozambico ricevette allo stesso tempo, seppur in misura minore, l'assistenza della Tanzania e del Malawi.
Davanti alla gravità delle conseguenze del conflitto, furono effettuate delle negoziazioni tra il governo e la RENAMO. I ribelli accettarono in un primo momento di osservare il cessate il fuoco a condizione di una modifica della costituzione, e di tollerare il mantenimento di Samora Machel come capo di Stato, ma Afonso Dhlakama sconfesso in seguito il proprio negoziatore, preferendo continuare ad utilizzare l'azione militare come mezzo di pressione.

### Accordi di pace e transizione politica
Il 14 ottobre 1986, Samora Machel e molti dei suoi collaboratori più stretti morirono in un incidente aereo durante il rientro da una visita nello Zambia. I servizi segreti sudafricani furono accusati di aver ucciso il politico mozambicano, ma nel 1987 una commissione internazionale d'inchiesta attribuì la causa del disastro ad un errore di guida del comandante di bordo. Dopo due settimane di reggenza ad interim, il comitato centrale del FRELIMO elesse Joaquim Chissano al ruolo di capo di Stato il 2 novembre.
Alla fine del 1987, il governo, per mostrare la sua buona volontà nel quadro della guerra civile e per creare un clima favorevole alla ripresa delle trattative, fece votare una "legge del perdono" con la quale concedette l'amnistia ai prigionieri politici condannati per i "crimini contro lo Stato e la sicurezza popolare" ed un'altra legge per concedere l'amnistia ai ribelli che si consegnavano volontariamente. Tra il 1988 e il 1989, furono riprese le negoziazioni con la RENAMO con l'intermediazione della Chiesa. In un anno, il regime subì un'evoluzione decisiva: durante il suo V congresso, tenuto dal 24 al 31 luglio 1989, il FRELIMO abbandonò ogni riferimento al marxismo e adottò il "socialismo scientifico"; rimase in un primo momento l'unico partito legale e continuò a funzionare secondo la logica del centralismo democratico. Il presidente Chissano e l'ufficio politico del FRELIMO ricevettero carta bianca per gestire le negoziazioni con la RENAMO. Nel corso dell'anno seguente, nel contesto della caduta dei regimi comunisti in Europa e delle riforme nell'URSS, il FRELIMO si avviò verso un processo di riforma costituzionale. Un grande dibattito, diretto dal partito, si svolse tra aprile e giugno del 1990 e portò all'approvazione da parte dell'Assemblea popolare di una nuova costituzione, entrata in vigore il 30 novembre. L'aggettivo "Popolare" fu rimosso dal nome del Paese, che divenne semplicemente "Repubblica del Mozambico", e venne indetto un concorso per trovare un nuovo testo, più pacifico, per l'inno nazionale. La nuova costituzione presentò un certo numero di progressi democratici: lo Stato e il partito furono separati, venne introdotto il multipartitismo ed il Presidente della Repubblica, come il parlamento ribattezzato "Assemblea della Repubblica". Le libertà religiose furono riabilitate e venne garantita l'indipendenza del potere giudiziario. Dopo il suo VI congresso nell'agosto del 1991, il FRELIMO adottò un nuovo statuto per mettersi in armonia con le nuove istituzioni: il partito non fu più la "forza dirigente della società" né "l'organizzazione rivoluzionaria delle classi lavoratrici", ma divenne un movimento aperto a tutti i mozambicani, con un'attenzione particolare data agli operai e ai contadini, e si impegnò all'instaurazione di uno Stato di diritto e di giustizia sociale, così come alla riconciliazione nazionale. Il FRELIMO abbandonò la sua identità comunista per diventare un partito vicino alla borghesia d'affari mozambicana.
La RENAMO respinse in un primo momento la Costituzione del FRELIMO ma il cambiamento istituzionale creò un clima favorevole ai negoziati di pace, ma le trattative avanzarono in maniera difficile poiché la RENAMO continuò a usare la violenza come mezzo di pressione fino a quando molti punti furono risolti. Il 4 ottobre 1992, gli accordi di pace furono firmato a Roma il 4 ottobre 1992 da Joaquim Chissano e Afonso Dhlakama, in presenza di rappresentanti di diversi Paesi associati alla mediazione e della Comunità di Sant'Egidio. Le forze del FRELIMO e della RENAMO si unirono per creare un nuovo esercito su base paritaria, mentre le Nazioni Unite avviarono sul territorio le ONUMOZ come parte di una missione di peacekeeping per supervisionare l'applicazione degli accordi di Roma. Venne adottata una nuova legge elettorale e le prime elezioni libere nella storia del Mozambico indipendente furono effettuate il 27 e il 28 ottobre del 1994: alla fine dello scrutinio presidenziale e legislativo, il FRELIMO rimase al potere, Joaquim Chissano fu rieletto al primo turno con il 53,3 % dei voti e l'ex partito unico ottenne 129 seggi al parlamento contro i 112 della RENAMO e 9 dell'Unione democratica. Il FRELIMO fu il maggioritario in sei province su undici, e la RENAMO negli altri cinque. Afonso Dhlakama accettò il risultato delle elezioni e le ONUMOZ finirono nel gennaio del 1995. Dopo quindici anni di regime a partito unico e molti anni di guerra, il Mozambico si avviò verso la via della democrazia, della riconciliazione nazionale e di un'importante cantiere di ricostruzione economica.